# Концепція «ковпака» забруднень
Концепція «ковпака»/«купола» забруднень, концепція територіального управління  викидами  забруднюючих речовин економічними методами, концепція територіальних гранично допустимих викидів/ скидів (ГДВ/С), концепція встановлення територіальних та індивідуальних (для джерел забруднення всередині даної території) ГДВ/С з наданням права підприємствам (джерелам забруднення) торгівлі (купівлі-продажу) дозволів на викиди. Крім того, для кожного підприємства всередині територіального «купола» встановлюються дозволені ГДВ/С і видається уповноваженими місцевими властями дозвіл на викиди. За викиди вище накладаються штрафи. При досягненні викидів нижче дозволених ГДВ/С підприємство може отриману різницю зареєструвати і потім продати (іноді влаштовується аукціон) підприємствам, які мають викиди вище ГДВ/С і яким вигідніше купити дозвіл на додаткові викиди, ніж платити штраф або переходити на більш екологічну технологію. При такому підході забезпечується зниження або скорочення середнього забруднення на даній території, що відрізняється від традиційних нормативів, які вимагають єдиного максимального скорочення рівня викидів від кожного джерела забруднення. Таким чином, враховуються просторові і тимчасові чинники забруднення, причому останні враховуються при встановленні термінів виконання встановлених нормативів.